# Liste der Personen der Initiative Neue Soziale Marktwirtschaft
Die Liste enthält Geschäftsführer, Kuratoren, Botschafter, ehemalige Botschafter und Berater der Initiative Neue Soziale Marktwirtschaft (INSM) sowie Mitglieder des Fördervereins für die INSM.

## Geschäftsführer
| Name                | Funktion(en) |
| ------------------- | --- |
| Tasso Enzweiler     | Bei INSM: 2000–2006; Zuvor Chefreporter der Financial Times Deutschland; als Journalist bekannt für seine Recherchen zum Vulkan-Skandal; war Mitglied im Netzwerk Recherche; dann bis Anfang 2011 in leitender Position bei einer strategischen Kommunikationsberatung. |
| Max A. Höfer        | Bei INSM: 2006–2009; Politologe und Ökonom; früherer Ressortleiter Politik und Leiter des Hauptstadt-Büros von Capital; Zuletzt ermittelte er für Cicero die fünfhundert deutschen Meinungsmacher; veröffentlichte 2005 das Buch Meinungsführer, Denker, Visionäre.     |
| Dieter Rath         | Bei INSM: 2000–2009; früherer Leiter Öffentlichkeitsarbeit des BDI |
| Hubertus Pellengahr | Bei INSM seit 2010; zuvor Geschäftsführer und Pressesprecher des HDE |
| Thorsten Alsleben   | Seit April 2023 Geschäftsführer der INSM. Davor Hauptgeschäftsführer der Mittelstands- und Wirtschaftsunion der CDU. |

## Kuratoren und Botschafter
| Name                 | Funktion(en) | Partei |  |
| Roland Berger        | internationaler Unternehmensberater, Roland Berger Strategy Consultants GmbH |        |  |
| Christoph Burmann    | Lehrstuhlinhaber für Allgemeine Betriebswirtschaftslehre an der Universität Bremen |        |  |
| Juergen B. Donges    | Professor für Wirtschaftspolitik an der Universität Köln, Mitglied des Kronberger Kreises |        |  |
| Dominique Döttling   | Geschäftsführende Gesellschafterin Döttling & Partner Beratungsgesellschaft mbH, Uhingen |        |  |
| Johann Eekhoff       | Staatssekretär außer Dienst, Wirtschaftspolitisches Seminar der Universität zu Köln |        |  |
| Georg Hackl          | Sportler Rennrodeln | CSU    |  |
| Michael Hüther       | Direktor und Mitglied des Präsidiums des Instituts der deutschen Wirtschaft Köln |        |  |
| Martin Kannegiesser  | Präsident des Arbeitgeberverbandes Gesamtmetall | CDU    |  |
| Arend Oetker         | Unternehmer, Präsident des Stifterverbandes für die Deutsche Wissenschaft, Vizepräsident des BDI                                                                                                |        |  |
| Karl-Heinz Paqué     | ehemaliger Finanzminister von Sachsen-Anhalt (FDP), Mitglied des Bundesvorstands der FDP | FDP    |  |
| Arndt Rautenberg     | Managing Partner, Rautenberg & Company, Düsseldorf/London |        |  |
| Randolf Rodenstock   | Vorsitzender des Aufsichtsrats der Rodenstock GmbH, Präsident des Verbands der Bayerischen Metall- und Elektroindustrie                                                                         |        |  |
| Kristina Schröder    | Ehemalige Bundesministerin für Familie, Senioren, Frauen und Jugend und Bundestagsabgeordnete                                                                                                   | CDU    |  |
| Nikolaus Schweickart | Früherer Vorstandsvorsitzender der Altana AG, Vorsitzender des Kuratoriums und Vize-Präsident des Wirtschaftsrats der CDU, Präsidiumsmitglied des Stifterverbands für die deutsche Wissenschaft | CDU    |  |
| Erwin Staudt         | Ehem. Präsident des VfB Stuttgart, ehem. Vorsitzender der Geschäftsführung der IBM Deutschland                                                                                                  | SPD    |  |
| Thomas Straubhaar    | Präsident des Hamburgischen Welt-Wirtschafts-Archivs (HWWA) |        |  |
| Ulrich van Suntum    | Geschäftsführender Direktor des Centrum für angewandte Wirtschaftsforschung Münster, Westfälische Wilhelms-Universität zu Münster                                                               |        |  |

## Ehemalige Kuratoren und Botschafter
| Name                             | Funktion(en)                                                                                       | Partei                |
| -------------------------------- | -------------------------------------------------------------------------------------------------- | --------------------- |
| Wolfgang Clement                 | Vorsitzender des Kuratoriums der INSM                                                              | damals SPD            |
| Ann-Kristin Achleitner           | Wissenschaftliche Direktorin des CEFS an der TU München                                            |                       |
| Hans-Wolfgang Arndt              | Jurist und ehemaliger Rektor der Universität Mannheim                                              |                       |
| Hans D. Barbier (1937–2017)      | Wirtschaftspublizist, Vorsitzender der Ludwig-Erhard-Stiftung, Bonn                                |                       |
| Arnulf Baring (1932–2019)        | Politikwissenschaftler, Historiker und Publizist                                                   |                       |
| Heiner Brand                     | Handballer und Bundestrainer                                                                       |                       |
| Lord Ralf Dahrendorf (1929–2009) | Mitglied des Britischen Oberhauses                                                                 | Liberal Democrats     |
| Klaus von Dohnanyi               | ehemaliger erster Bürgermeister von Hamburg                                                        | SPD                   |
| Sky du Mont                      | Schauspieler                                                                                       |                       |
| Marie-Luise Dött                 | Umwelt- und Wirtschaftspolitikerin, Bundesvorsitzende des Bundes Katholischer Unternehmer          | CDU                   |
| Gerhard Fels                     | damals Direktor des Instituts der deutschen Wirtschaft                                             |                       |
| Birgit Fischer                   | Sportlerin, Kanutin                                                                                |                       |
| Lüder Gerken                     | Vorstand der Friedrich-August-von-Hayek-Stiftung                                                   |                       |
| Michael Glos                     | damals Vorsitzender der Landesgruppe der CSU                                                       | CSU                   |
| Peter Glotz (1939–2005)          | Politiker und Kommunikationswissenschaftler                                                        | SPD                   |
| Fabian Hambüchen                 | Sportler Turnen                                                                                    |                       |
| Uli Hoeneß                       | Sportler, Fußballfunktionär                                                                        |                       |
| Stephan A. Jansen                | Gründungspräsident und Geschäftsführer der Zeppelin University (ZU)                                |                       |
| Paul Kirchhof                    | ehemaliger Richter des Bundesverfassungsgerichts                                                   |                       |
| Eberhard von Koerber (1938–2017) | Präsident des Verwaltungsrates der Eberhard von Koerber AG, Zürich; Vizepräsident des Club of Rome |                       |
| Edward G. Krubasik               | Honorarprofessor an der TU München, Mitglied des CDU-Wirtschaftsrates                              | CDU                   |
| Christoph Metzelder              | Fußballer, Nationalspieler                                                                         |                       |
| Siegmar Mosdorf                  | Parlamentarischer Staatssekretär außer Dienst                                                      | SPD                   |
| Rolf Peffekoven (1938–2019)      | Direktor des Instituts für Finanzwissenschaft Johannes Gutenberg-Universität Mainz                 |                       |
| Christine Scheel                 | Finanzpolitikerin                                                                                  | Bündnis 90/Die Grünen |
| Dagmar Schipanski (1943–2022)    | Ehemalige Präsidentin des Landtages von Thüringen                                                  | CDU                   |
| Lothar Späth (1937–2016)         | Politiker, Vorsitzender des Aufsichtsrats der Jenoptik AG                                          | CDU                   |
| Edmund Stoiber                   | damals bayerischer Ministerpräsident                                                               | CSU                   |
| Hans Tietmeyer (1931–2016)       | Vorsitzender des Kuratoriums und ehemaliger Präsident der Deutschen Bundesbank                     |                       |
| Rainer Wend                      | Finanzpolitiker                                                                                    | SPD                   |
| Hans-Dietrich Winkhaus           | ehem. Präsident des Instituts der deutschen Wirtschaft Köln                                        |                       |

## Berater
| Name                | Funktion(en) | Partei |
| ------------------- | --- | ------ |
| Oswald Metzger      | Politiker, von 1987 bis 2007 Mitglied bei Bündnis 90/Die Grünen, jetzt CDU                                             | CDU    |
| Bernd Raffelhüschen | Professor für Finanzwissenschaft an der Albert-Ludwigs-Universität Freiburg und Professor II an der Universität Bergen |        |
| Thomas Straubhaar   | Präsident des Hamburgischen Welt-Wirtschafts-Archivs (HWWA)                                                            |        |

## Mitglieder des Fördervereins für die INSM
| Name                     | Funktion(en)                                                                                            | Partei |
| ------------------------ | --- | ------ |
| Florian Gerster          | ehemaliger Vorstandsvorsitzender der Bundesagentur für Arbeit                                           | FDP    |
| Johanna Hey              | Stiftungsprofessur für Unternehmenssteuerrecht in Düsseldorf                                            |        |
| Michael Hoffmann-Becking | Lehrbeauftragter für Aktien- und Konzernrecht an der Universität Bonn                                   |        |
| Silvana Koch-Mehrin      | ehemaliges Mitglied des EU-Parlaments (2004–2014) und des FDP-Bundesvorstands (1990–2011)               | FDP    |
| Dieter Lenzen            | Präsident der Universität Hamburg                                                                       |        |
| Friedrich Merz           | Vorsitzender (2000–2002) und stellvertretender Vorsitzender (2002–2004) der CDU/CSU-Bundestagsfraktion. | CDU    |
| Ulrike Nasse-Meyfarth    | Sportlerin                                                                                              |        |
| Dieter Rickert           | Personalberater                                                                                         |        |
| Hergard Rohwedder        | Rechtsanwältin                                                                                          |        |
| Max Schön                | Mitglied im Aufsichtsrat der Max Schön AG                                                               |        |
| Carl-Ludwig Thiele       | Stellvertretender Vorsitzender der FDP-Bundestagsfraktion (2002–2010)                                   | FDP    |
| Hans Tietmeyer           | Vorsitzender des Fördervereins, ehemaliger Präsident der Deutschen Bundesbank                           |        |
| Gunnar Uldall            | ehemaliger Senator, Präses der Wirtschaftsbehörde Freie und Hansestadt Hamburg                          | CDU    |